# Torodi (Departement)
Torodi ist ein Departement in der Region Tillabéri in Niger.

## Geographie

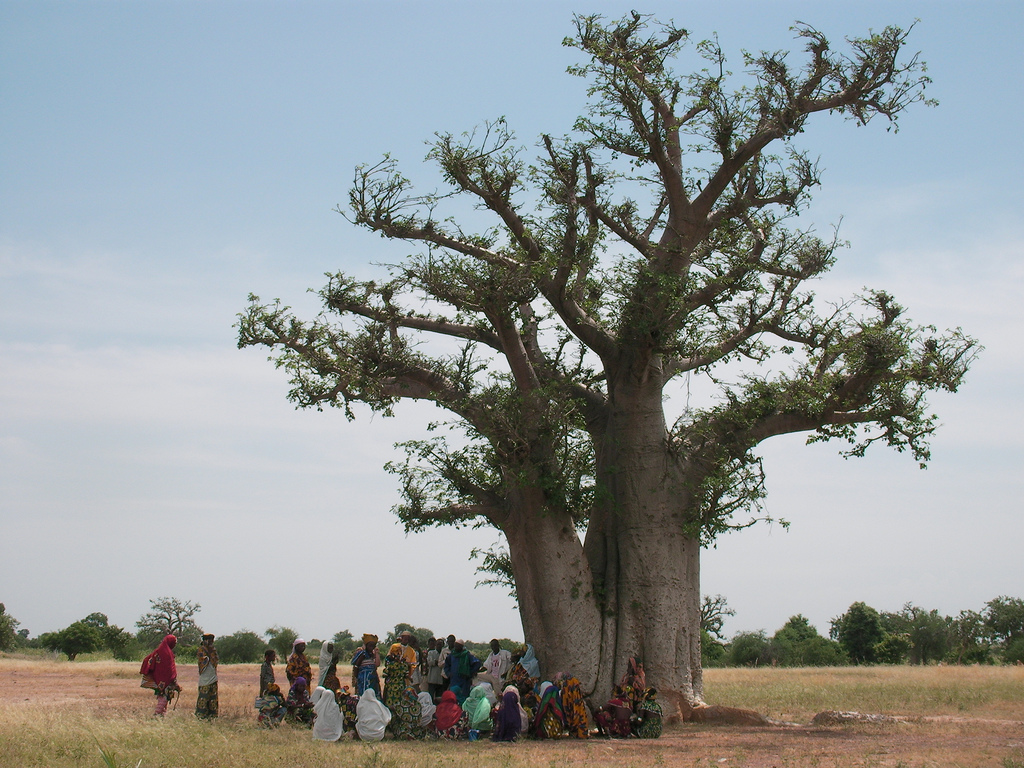
Affenbrotbaum beim Weiler Pito im Departement Torodi

Das Departement liegt im Südwesten des Landes. Es besteht aus den Landgemeinden Makalondi und Torodi. Der namensgebende Hauptort des Departements ist Torodi.
Die Jagdzone am Fluss Sirba ist eines der von der staatlichen Generaldirektion für Umwelt, Wasser und Forstwirtschaft festgelegten offiziellen Jagdreviere Nigers.

## Geschichte
Das Departement geht auf den Verwaltungsposten (poste administratif) von Torodi zurück, der 1971 eingerichtet wurde. Im Jahr 2011 wurde der Verwaltungsposten aus dem Departement Say herausgelöst und zum Departement Torodi erhoben.

## Bevölkerung
Das Departement Torodi hat gemäß der Volkszählung 2012 189.124 Einwohner. Von 2001 bis 2012 stieg die Einwohnerzahl jährlich durchschnittlich um 3,9 % (landesweit: ebenfalls 3,9 %).

## Verwaltung
An der Spitze des Departements steht ein Präfekt (französisch: préfet), der vom Ministerrat auf Vorschlag des Innenministers ernannt wird.
| Amtszeit                     | Name                 |
| ---------------------------- | -------------------- |
| 29. Feb. 2012 – 4. Dez. 2013 | Ibrahim Boubacar     |
| 4. Dez. 2013 – 5. Dez. 2014  | Boureima Sadou       |
| 5. Dez. 2014 – 29. Jul. 2016 | Alassane Salou Alpha |
| 29. Jul. 2016 – 9. Okt. 2018 | Ibrahim Moussa       |
| 9. Okt. 2018 – 8. Nov. 2021  | Habou Mahaman        |
| 8. Nov. 2021 – 24. Aug. 2023 | Youra Dia            |
| seit 24. Aug. 2023           | Chaibou Mali         |